# Eduard Zirm

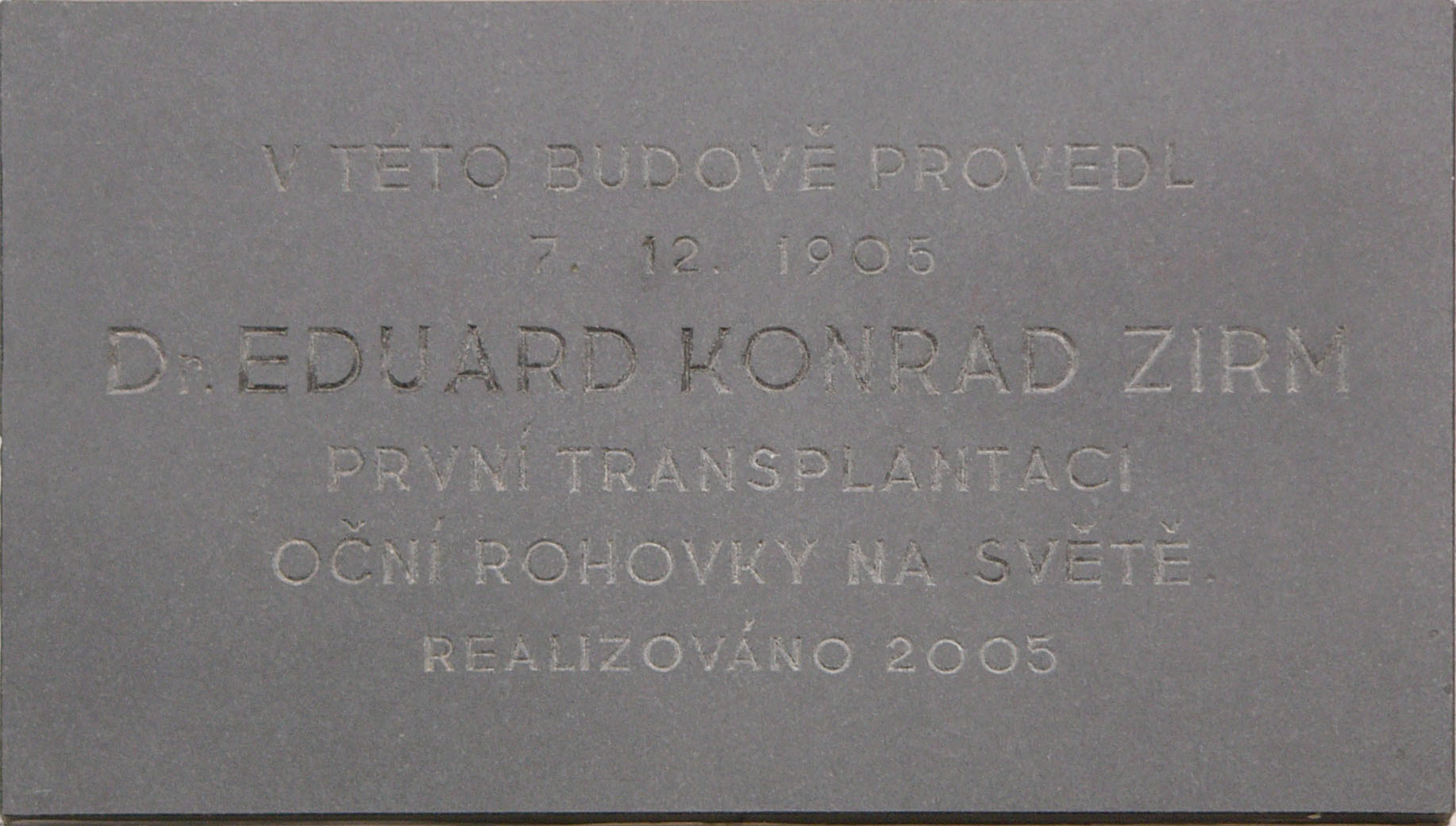
Pamiątkowa tablica na ścianie kliniki w Ołomuńcu, upamiętniająca operację przeszczepienia rogówki przeprowadzoną przez Zirma w 1905 roku

Eduard Konrad Zirm (ur. 18 marca 1863 w Wiedniu, zm. 15 marca 1944 w Ołomuńcu) – austriacki lekarz okulista. 7 grudnia 1905 przeprowadził pierwszą udaną operację przeszczepu rogówki.
Najpierw uczył się w benedyktyńskim opactwie (Benediktinerabtei unserer Lieben Frau zu den Schotten), następnie rozpoczął studia medyczne na Uniwersytecie Wiedeńskim. Po ukończeniu studiów pracował w uniwersyteckiej klinice okulistycznej. Od 1892 kierował nową kliniką okulistyczną w Ołomuńcu.

## Wybrane prace
- Die Welt als Fühlen, Eine naturphilosophische Studie für Fachleute und Laien. Franz Deuticke, Leipzig und Wien, 1937
- Eine erfolgreiche Keratoplastik. Graefes Archiv für Ophtalmologie, 1906
- Über Hornhautpfropfung. Wiener klinische Wochenschrift, 1907